# Ukyō Katayama
Ukyō Katayama (片山 右京?, Katayama Ukyō; Tokyo, 29 maggio 1963) è un ex pilota automobilistico giapponese che ha corso in Formula 1 dal 1992 al 1997 dopo essere stato campione di Formula 3000 giapponese nel 1991.
Ora si dedica alle scalate degli ottomila sparsi nel mondo (nell'ultima impresa sul monte Fuji, dove sono morti i suoi due compagni di scalata, gli si sono congelate le dita dei piedi ed è stato soccorso in elicottero).

## Carriera

### Formule minori
Katayama cominciò a correre in Europa, facendo il suo debutto nel mondo delle corse in Francia nel 1986.
Nel 1988 tornò poi in Giappone per correre in Formula Nippon. Nel suo primo anno conquistò due punti, concludendo all'undicesimo posto in classifica mondiale. L'annata successiva fu invece molto peggiore in quanto a risultati: Katayama non conquistò alcun punto, ottenendo infatti come miglior piazzamento un settimo posto all'ultima gara.
Ben diverso il 1990, in cui il pilota giapponese conquistò tre podi (un secondo e due terzi posti) e concluse il campionato al quinto posto. Ulteriori miglioramenti arrivarono nel 1991 con la vittoria del titolo di categoria, con due vittorie conquistate e tredici punti di vantaggio sul secondo classificato Ross Cheever.

### Formula 1

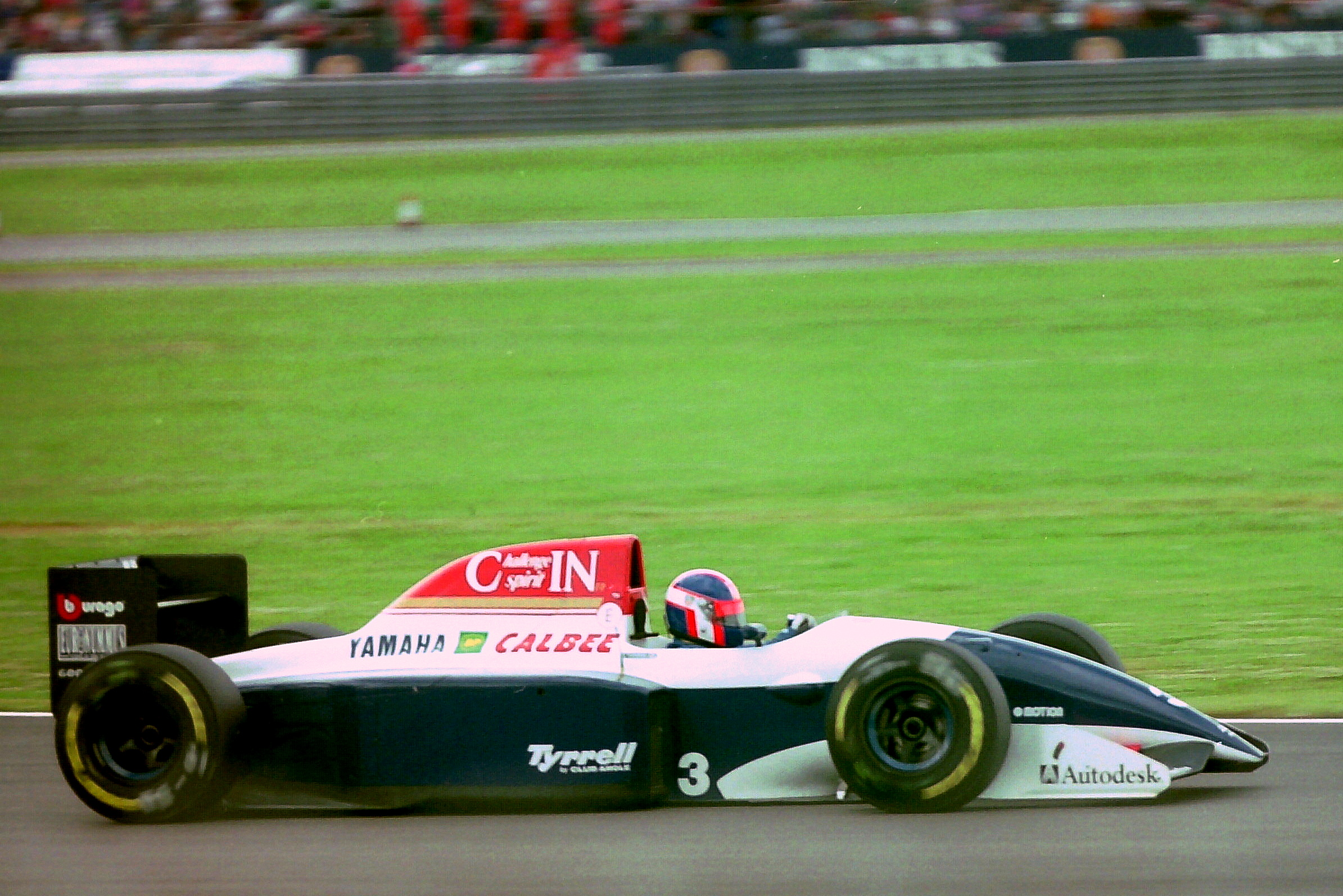
Katayama con la Tyrrel nel 1993.

I buoni risultati indussero poi il suo sponsor, la Japan Tobacco, a portarlo in Formula 1, procurandogli un volante al team francese Larrousse. La vettura era, però, poco competitiva e il giapponese fallì per due volte la qualificazione. Nonostante ciò riuscì a mettersi in luce al Gran Premio del Canada quando riuscì ad issarsi per diversi giri in quinta posizione fino a quando non si ruppe il motore e rendendosi protagonista di due collisioni con il suo compagno di squadra, il belga Bertrand Gachot, una avvenuta proprio in Canada, l'altra in Giappone.
A fine anno la Japan Tobacco gli procurò un contratto con la Tyrrell, scuderia con cui rimase fino al 1996. Il suo primo anno non ottenne alcun punto, ma collezionò undici ritiri, di cui sei consecutivi, in sedici gare. I primi risultati arrivarono nel 1994 con la conquista di un quinto posto e dei primi punti al Gran Premio inaugurale e continuò la stagione giungendo a punti in altre due occasioni e sfiorando anche il podio in Germania quando fu costretto al ritiro per la rottura del cambio.
Negli anni successivi i risultati non furono più simili a quelli ottenuti nel 1994 e Katayama venne spesso battuto dal suo nuovo compagno di squadra: il finlandese Mika Salo. Il giapponese si fece notare soprattutto per vari incidenti che lo misero fuori gara e dopo un incidente al via all'Estoril saltò il Gran Premio d'Europa (dove venne sostituito da Gabriele Tarquini). Il miglior risultato delle due annate 1995 e 1996 fu un settimo posto.
Nel 1997 il giapponese passò alla Minardi con cui concluse la sua carriera in F1. Dopo il ritiro Katayama annunciò anche che gli era stato trovato a fine 1994 un cancro, non pericoloso per la sua salute, ma che gli provocava dolore durante i Gran Premi e ne limitava le sue prestazioni.

### Dopo la F1

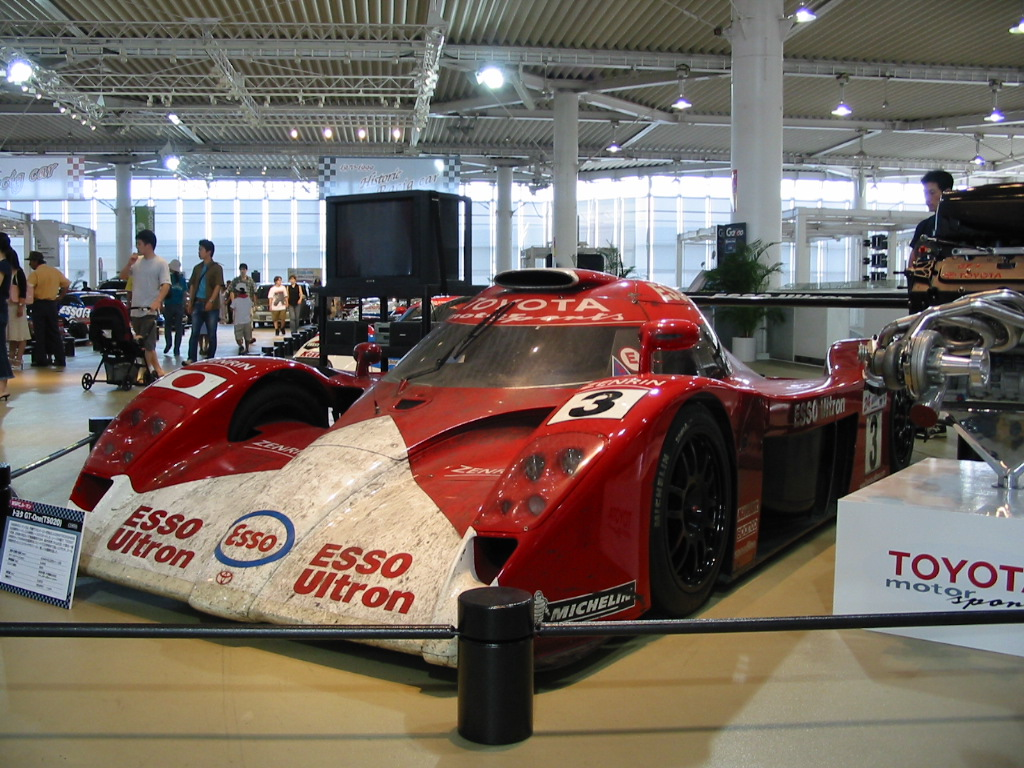
La vettura usata da Katayama nella 24 Ore di Le Mans del 1999.

Dopo la F1 Katayama prese parte a due 24 Ore di Le Mans, concludendo al secondo posto quella del 1999.
Il giapponese ha anche partecipato alla Parigi-Dakar e nel 2008 ha preso parte alle Speedcar series.
Attualmente Katayama è anche commentatore dei Gran Premi per Fuji TV.

## Risultati in Formula 1
| 1992 | Scuderia  | Vettura |    |    |   |    |     |     |     |     |     |     |     |    |   |     |    |     |  | Punti | Pos. |
| ---- | --------- | ------- | -- | -- | - | -- | --- | --- | --- | --- | --- | --- | --- | -- | - | --- | -- | --- |  | ----- | ---- |
| 1992 | Larrousse | LC92    | 12 | 12 | 9 | NQ | Rit | NPQ | Rit | Rit | Rit | Rit | Rit | 17 | 9 | Rit | 11 | Rit |  | 0     |      |

| 1993 | Scuderia | Vettura    |     |     |     |     |     |     |    |     |    |     |    |    |    |     |     |     |  | Punti | Pos. |
| ---- | -------- | ---------- | --- | --- | --- | --- | --- | --- | -- | --- | -- | --- | -- | -- | -- | --- | --- | --- |  | ----- | ---- |
| 1993 | Tyrrell  | 020C / 021 | Rit | Rit | Rit | Rit | Rit | Rit | 17 | Rit | 13 | Rit | 10 | 15 | 14 | Rit | Rit | Rit |  | 0     |      |

| 1994 | Scuderia | Vettura |   |     |   |     |     |     |     |   |     |     |     |     |     |   |     |     |  | Punti | Pos. |
| ---- | -------- | ------- | - | --- | - | --- | --- | --- | --- | - | --- | --- | --- | --- | --- | - | --- | --- |  | ----- | ---- |
| 1994 | Tyrrell  | 022     | 5 | Rit | 5 | Rit | Rit | Rit | Rit | 6 | Rit | Rit | Rit | Rit | Rit | 7 | Rit | Rit |  | 5     | 17º  |

| 1995 | Scuderia | Vettura |     |   |     |     |     |     |     |     |   |     |     |    |     |     |    |     |     | Punti | Pos. |
| ---- | -------- | ------- | --- | - | --- | --- | --- | --- | --- | --- | - | --- | --- | -- | --- | --- | -- | --- | --- | ----- | ---- |
| 1995 | Tyrrell  | 023     | Rit | 8 | Rit | Rit | Rit | Rit | Rit | Rit | 7 | Rit | Rit | 10 | Rit | INF | 14 | Rit | Rit | 0     |      |

| 1996 | Scuderia | Vettura |    |   |     |    |     |     |     |     |     |     |     |   |   |    |    |     |  | Punti | Pos. |
| ---- | -------- | ------- | -- | - | --- | -- | --- | --- | --- | --- | --- | --- | --- | - | - | -- | -- | --- |  | ----- | ---- |
| 1996 | Tyrrell  | 024     | 11 | 9 | Rit | SQ | Rit | Rit | Rit | Rit | Rit | Rit | Rit | 7 | 8 | 10 | 12 | Rit |  | 0     |      |

| 1997 | Scuderia | Vettura |     |    |     |    |    |     |     |    |     |     |    |    |     |    |     |     |    | Punti | Pos. |
| ---- | -------- | ------- | --- | -- | --- | -- | -- | --- | --- | -- | --- | --- | -- | -- | --- | -- | --- | --- | -- | ----- | ---- |
| 1997 | Minardi  | M197    | Rit | 18 | Rit | 11 | 10 | Rit | Rit | 11 | Rit | Rit | 10 | 14 | Rit | 11 | Rit | Rit | 17 | 0     |      |

| Legenda | 1º posto     | 2º posto | 3º posto    | A punti         | Senza punti/Non class.  | Grassetto – Pole position Corsivo – Giro più veloce |
| Legenda | Squalificato | Ritirato | Non partito | Non qualificato | Solo prove/Terzo pilota | Grassetto – Pole position Corsivo – Giro più veloce |